# بی‌جنس‌گرایی

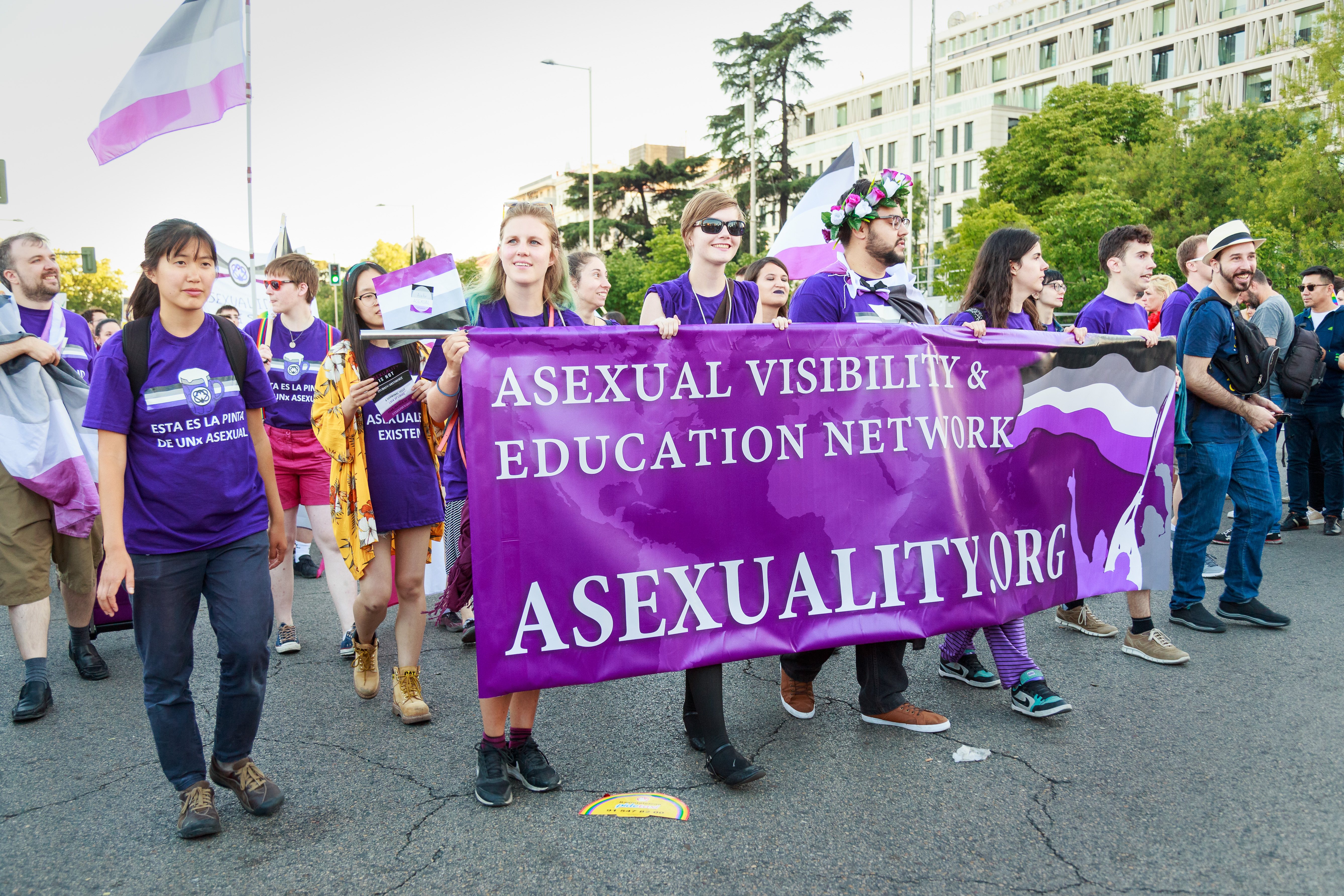
تجمع بی‌جنس گرایان در مادرید اسپانیا

بی‌جنس‌گرایی، هیچ‌جنس‌گرایی، یا جنس‌ناگرایی یا آسکشوالیتی (به انگلیسی: Asexuality) به نبود یا کمبود گرایش، جاذبه یا میل جنسی نسبت به دیگران گفته می‌شود. غیرجنسی بودن ممکن است به عنوان یک گرایش جنسی یا نداشتن گرایش در نظر گرفته شود؛ همچنین در برخی موارد به‌طور گسترده‌تری نیز دسته‌بندی و طیف گسترده‌ای از هویت‌های فرعی غیرجنسی را شامل می‌شود.
غیرجنسی بودن با پرهیز از فعالیت جنسی و تجرد که رفتاری ارادی است و عموماً توسط عواملی مانند اعتقادات شخصی، اجتماعی یا مذهبی فرد ایجاد می‌شود، متفاوت است. اعتقاد بر این است که غیرجنسی بودن، برخلاف رفتارهای جنسی اشاره شده، «پایدار» است. برخی از افراد غیرجنسی برخلاف نداشتن جاذبه جنسی یا تمایل به رابطه جنسی، به دلایلی مانند میل به لذت فیزیکی از خود یا علاقه عاطفی یا تمایل به بچه‌دار شدن، به فعالیت جنسی یا به برقراری روابط عاطفی می‌پردازند.
پذیرش غیرجنس‌گرایی به عنوان یک گرایش جنسی و بررسی‌های علمی پیرامون آن نسبتاً جدید بوده و مجموعه تحقیقات رو به رشدی از جانب دو دیدگاه جامعه‌شناختی و روان‌شناختی در حال انجام است. در حالی که برخی از محققان ادعا می‌کنند که غیرجنسی یک گرایش جنسی است، دیگر محققان ان را به عنوان عدم گرایش جنسی در نظر می‌گیرند. برآورد می‌شود که افراد غیرجنسی حدود یک درصد از جامعه را تشکیل دهند.
از زمان شکل‌گیری اینترنت و رسانه‌های اجتماعی در اواسط دههٔ ۱۹۹۰، جوامع غیرجنسی مختلف شروع به شکل‌گیری کردند. پرکارترین و شناخته شده‌ترین این جوامع، شبکه دیدگاه و آموزش غیرجنسی است که در سال ۲۰۰۱ توسط دیوید جی تأسیس شد.

## روابط
با وجود نداشتن جاذبهٔ جنسی، برخی از غیرجنسی‌ها ممکن است در روابط کاملاً عاشقانه و عاطفی شرکت کنند، در حالی که برخی دیگر چنین نمی‌کنند. همچنین برخی از غیرجنسی‌ها جاذبهٔ جنسی را تجربه می‌کنند، اگرچه تمایلی برای عمل به آن ندارند و به عدم تمایل به شرکت در فعالیت جنسی اشاره می‌کنند. در مواردی نیز غیرجنسی‌ها تمایلی به شرکت در فعالیت‌های فیزیکی غیرجنسی مانند در آغوش گرفتن یا گرفتن دست ندارند، در حالی که برخی دیگر این کار را انجام می‌دهند. افراد غیرجنسی ممکن است به دنبال روابطی بدون فعالیت عاشقانه یا جنسی باشند که به عنوان «روابط دگرافلاطونی» شناخته می‌شود.
برخی غیرجنسی‌ها از روی کنجکاوی فکری در فعالیت جنسی شرکت کنند. برخی نیز ممکن است به عنوان نوعی از لذت انفرادی خودارضایی کنند، در حالی که برخی دیگر چنین‌کاری را انجام نمی‌دهند.

### روابط رمانتیک
هرچند که روابط جنسی برای آسکشوال‌ها جذابیتی ندارد اما ممکن است کشش عاطفی به افراد را تجربه کنند. این شکاف بین گرایش عاشقانه و جنسی معمولاً به عنوان مدل جاذبه اسپلیت توضیح داده می‌شود، که بیان می‌کند که جذابیت عاشقانه و جنسی برای همه افراد به‌طور دقیق با یکدیگر مرتبط نیستند. این کشش‌های عاطفی که در آسکشوال‌ها دیده می‌شود، به این صورت رده‌بندی می‌شود:
1. آرومانتیک: نداشتن کشش عاطفی نسبت به هر کسی با هر جنسیتی.
2. بای رومانتیک: کشش عاطفی نسبت به جنس خود و جنس دیگر.
3. هترو رومانتیک: کشش عاطفی نسبت به جنس دیگر.
4. هومو رومانتیک: کشش عاطفی نسبت به جنس خود.
5. پَن رومانتیک: کشش عاطفی نسبت به هر فردی –جدا از اینکه جنسیت دارد یا بدون جنسیت است.
6. ترنس رومانتیک: کشش عاطفی نسبت به ترنس جندرها.
7. پلی رومانتیک: کشش عاطفی به بیش از یک جنس می‌شود

## نخستین پژوهش‌ها

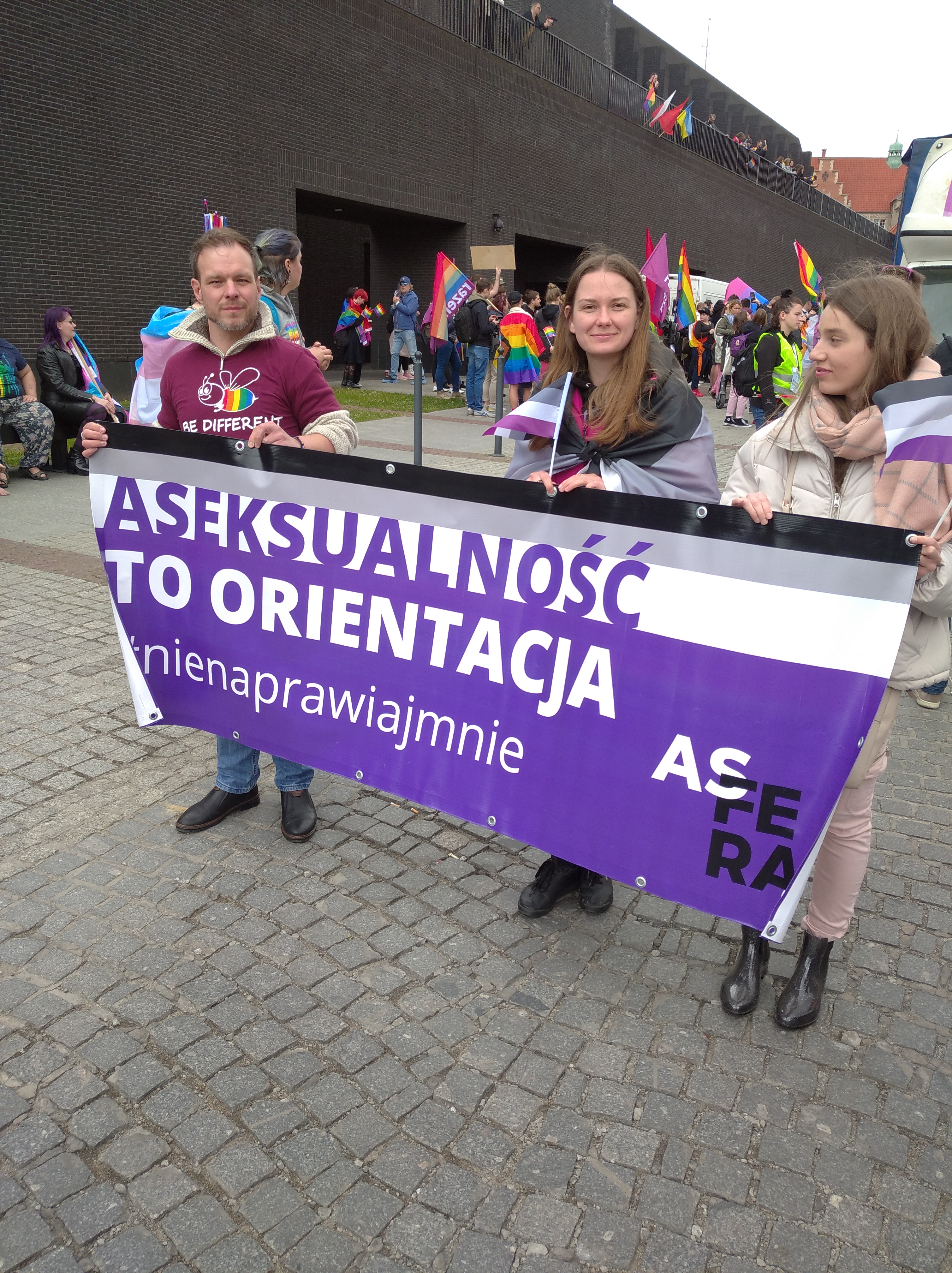
مرتبط

در اواسط قرن بیستم آلفرد کینزی افراد را بر اساس گرایش جنسی‌شان از دگرجنس‌گرا (هتروسکشوال) تا همجنسگرا (هوموسکشوال) از ۰ تا ۶ دسته‌بندی کرد، این دسته‌بندی به مقیاس کینزی معروف است.
در این مقیاس کینزی یک گروهی را هم اضافه کرد به نام «ایکس» این گروه متعلق به افرادی بود که هیچ وابسته سکسی اجتماعی و کشش جنسی نداشتند. او ۱٫۵ درصد مردان را جزو گروه «ایکس» می‌دانست.
در کتاب دوم کینزی «رفتارهای جنسی در زنان» او افرادی را که به گروه «ایکس» تعلق داشتند را با این ویژگی‌ها برشمرد:
زنانی که هیچ‌گاه ازدواج نکرده‌اند=۱۴–۱۹٪، زنانی که ازدواج کرده‌اند=۱–۳٪، زنانی که قبلاً ازدواج کرده بودند =۵–۸٪، مردانی که هیچگاه ازدواج نکرده‌اند=۳–۴٪، مردانی که ازدواج کرده‌اند=۰٪ و مردانی که قبلاً ازدواج کرده بودند=۱–۲٪
اطّلاعات تجربی دیگر در رابطه با آمار آسکشوال‌ها در سال ۱۹۹۴ به دست آمد توسط تحقیقی که در بریتانیا انجام شد. این تحقیق ۱۸٬۸۷۶ نفر از ساکنان بریتانیا را در بر می‌گرفت به این افراد پرسش نامه‌هایی داده شده بود که به منظور جمع‌آوری اطلاعات جنسی برای مبارزه با اپیدمی ایدز بود. در این پرسشنامه یک سؤال مربوط به کشش جنسی بود که ۱٫۰۵٪ شرکت کنندگان جواب داده بودند که تا به حال به هیچ‌کسی گرایش جنسی نداشته‌اند.
در تحقیقی که در سال ۱۹۹۴ در ایالات متحده آمریکا انجام شد (این تحقیق آسکشوالیتی را جزو گرایش‌های جنسی لحاظ نکرده بود) آمار جواب‌های افراد به سؤال‌ها این گونه بود:
افرادی که به مدت یکسال نه سکس داشته‌اند و نه همسر/یار جنسی: ۱۱٫۹٪
افراد بزرگسال، ۹٫۸٪ مردان و ۱۳٫۶٪ زنان.
افرادی که به مدت ۵ سال همسر/یار جنسی نداشته‌اند: ۸٫۰٪ افراد بزرگسال، ۷٫۱٪ مردان، ۸٫۷٪ زنان
افرادی که در تمام دوران بزرگسالی خود تا زمانی که این تحقیق انجام شده، هیچ همسر/یار جنسی نداشته‌اند: ۲٫۹٪ افراد بزرگسال، ۳٫۴٪ مردان، ۲٫۵٪ زنان.